# St. Michael (Grenzach)

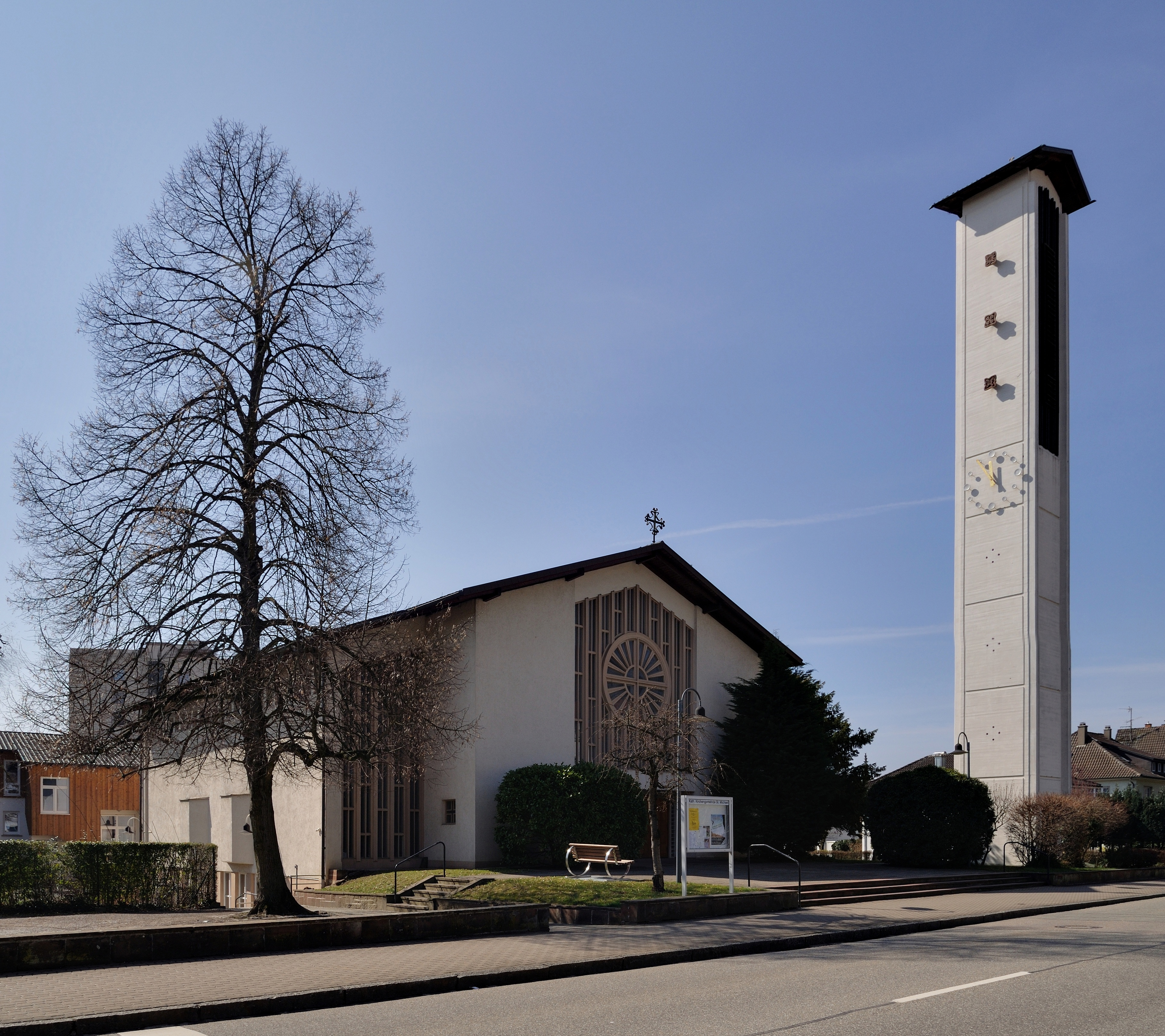
St. Michael in Grenzach

St. Michael im südbadischen Grenzach-Wyhlen ist eine katholische Pfarrkirche aus den 1950er Jahren.

## Geschichte
Der Vorgängerbau der heutigen Kirche war eine 1905 erbaute Kuratie-Kirche im neoromanischen Stil. Bereits ihr Patrozinium war der heilige Michael; sie besaß zwei Altäre aus der Werkstätte der Gebrüder Moroder: einen Hochaltar mit Figuren der Heiligen Bonifatius und Michael sowie einen Marienaltar.
Die heutige Kirche wurde nach den Plänen des Basler Architekten Hermann Baur in den Jahren 1953 bis 1957 erbaut.

## Kirchenbau
Die im Ortsteil Grenzach an der Durchfahrtsstraße befindliche Kirche ist ein einschiffiger Rechtecksbau mit eingezogenem Chor und flach geneigtem Satteldach. An der Nordwestseite steht ein quadratischer Glockenturm vom Hauptbau abgesetzt. Der hell verputzte Turm ist ebenfalls über ein flaches Satteldach in Richtung des Langhauses gedeckt und verfügt nach Norden und Süden über rechteckige Klangarkaden. An seiner Dachspitze ist ein kleines Kreuz angebracht.

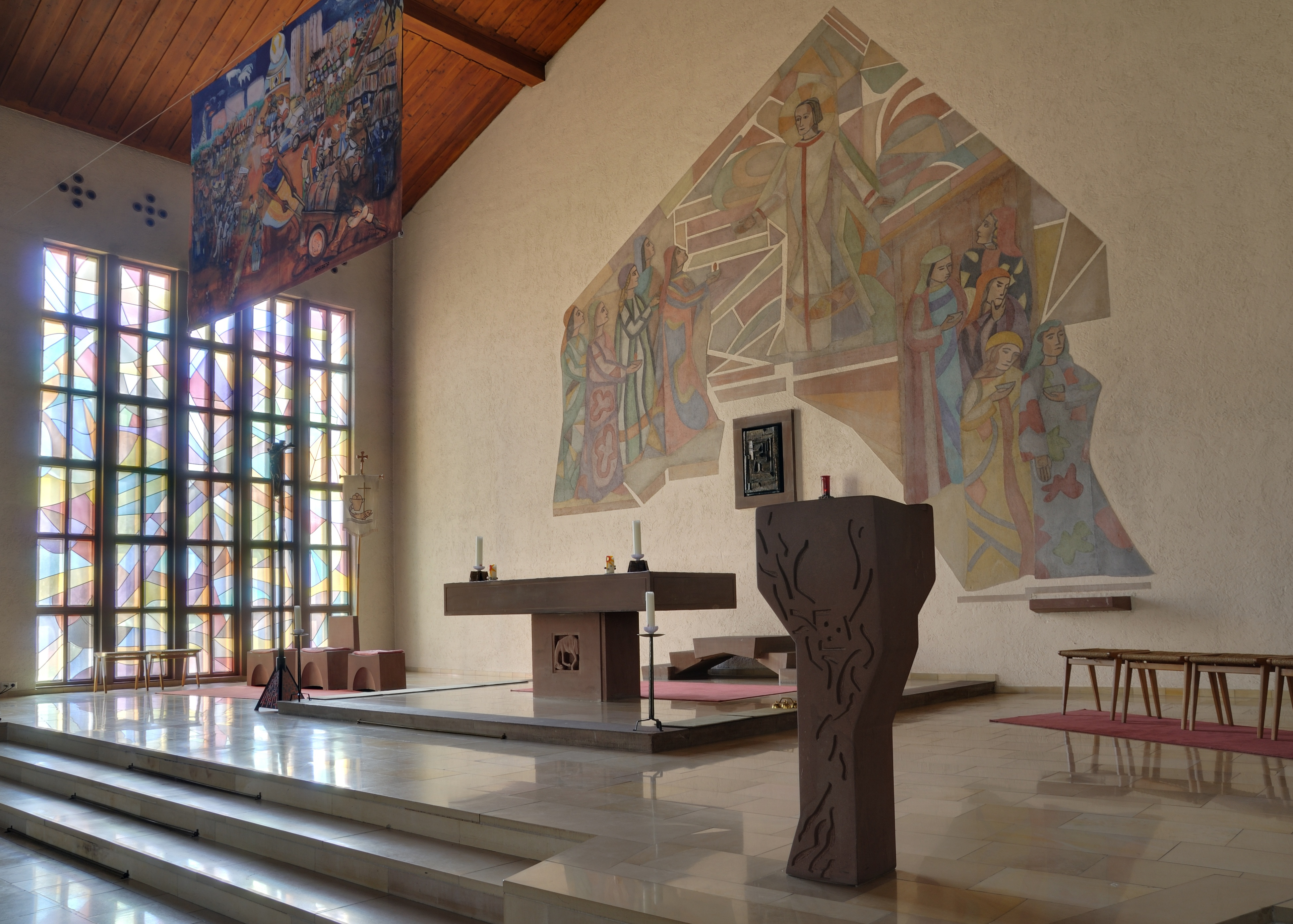
Altarraum

## Ausstattung
Die Decke des Innenraums ist der Dachneigung angepasst. Die farbige Fensterverglasung im Chor und Nordgiebel stammt vom Heidelberger Künstler Willy Oeser, der auch das Altarbild an der Südwand schuf. Ebenfalls an der Südwand befindet sich das Tabernakel. Es wurde 1969 von Leonhard Eder aus Bronze gefertigt. An der Nordseite des Langhauses steht eine breite Empore.

## Glocken
Das vierstimmige Glockengeläut von St. Michael wurde 1957 von F. W. Schilling in Heidelberg aus Bronze gegossen und setzt sich wie folgt zusammen:
| Name                | Schlagton | Durchmesser | Gewicht |
| ------------------- | --------- | ----------- | ------- |
| Christusglocke      | f′+4      | 1097 mm     | 861 kg  |
| Marienglocke        | g′+4      | 1018 mm     | 714 kg  |
| Michaelsglocke      | a′+2      | 904 mm      | 494 kg  |
| Bruder-Klaus-Glocke | c″+4      | 754 mm      | 282 kg  |

## Orgel
Die ursprüngliche Orgel von O. Mönch aus Überlingen aus dem Jahr 1942 wurde bereits im Vorgängerbau verwendet und im Jahr 1990 nach Ljubljana, Slowenien verkauft. Das alte Instrument mit Membranladen, elektrischer Spiel- und Registertraktur war mit zwei Manualen, einem Pedal und 23 Registern spielbar. 1991 wurde die neue Orgel von der Orgelbaufirma Rudolf Kubak in Augsburg ihrem Bestimmungszweck übergeben. Die Kubak-Orgel ist mit zwei Manualen, einem Pedal und 30 Registern spielbar.

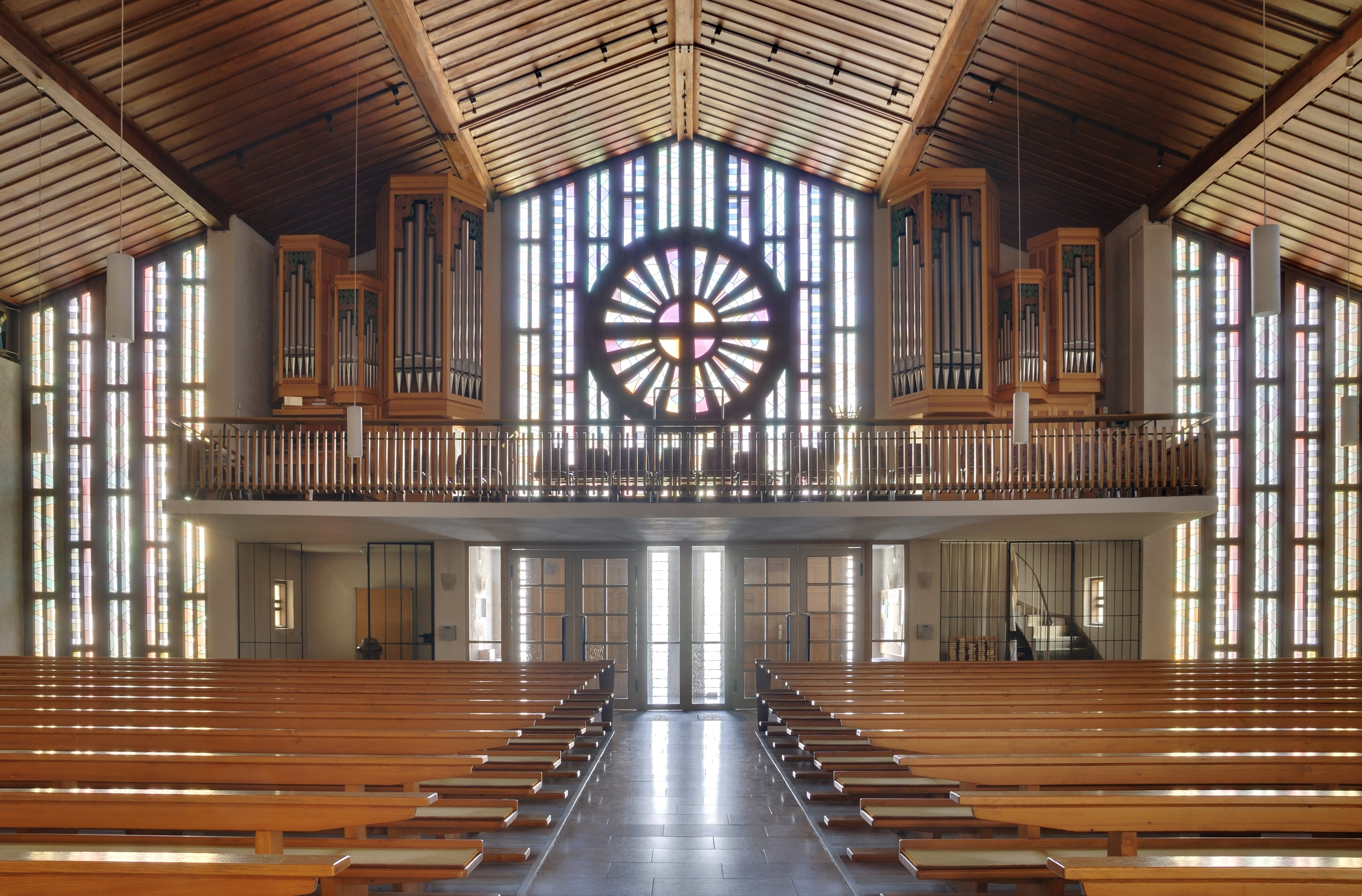
Blick ins Langhaus Richtung Orgelempore

Die Disposition lautet wie folgt:
| I Hauptwerk C–g3 |        |
| Bourdon          | 16′    |
| Principal        | 8′     |
| Rohrflöte        | 8′     |
| Octav            | 4′     |
| Traversflöte     | 4′     |
| Quinte           | 2 ⁄3′  |
| Octav            | 2′     |
| Terz             | 1 3⁄5′ |
| Mixtur IV        | 1 ⁄3′  |
| Cymbel III       | 1⁄2′   |
| Trompete         | 8′     |

| II Schwellwerk C–g3 |       |
| Suavial             | 8′    |
| Copel               | 8′    |
| Amarosa             | 8′    |
| Bifaria             | 8′    |
| Prinzipal           | 4′    |
| Fluet               | 4′    |
| Sesquialter II      | 2 ⁄3′ |
| Schwiegel           | 2′    |
| Scharf IV           | 2′    |
| Fagott              | 16′   |
| Oboe                | 8′    |
| Tremulant           |       |

| Pedal C–f1    |        |
| Subbass       | 16′    |
| Octavbass     | 8′     |
| Gedacktbass   | 8′     |
| Quintbass     | 5 1⁄3′ |
| Choralbass    | 4′     |
| Rauschbass IV | 2 ⁄3′  |
| Bombarde      | 16′    |
| Posaune       | 8′     |

- Koppeln: II/I, I/P, II/P
- Spielhilfen: Absteller pro Werk